# Diócesis de San Carlos de Venezuela
La diócesis de San Carlos de Venezuela (en latín: Dioecesis Sancti Caroli in Venetiola) es una circunscripción eclesiástica de la Iglesia católica en Venezuela. Se trata de una diócesis latina, sufragánea de la arquidiócesis de Valencia en Venezuela. Desde el 28 de junio de 2024 fue sede vacante y su administrador diocesano fue el presbítero Jhonluis Garabán, hasta el 27 de mayo de 2025 que resultó electo por el Papa León XIV como V Obispo de San Carlos Alexander Rivera Vielma.

## Territorio y organización
La diócesis tiene 14 800 km² y extiende su jurisdicción sobre los fieles católicos de rito latino residentes en el estado Cojedes (conformado por 9 municipios).
La sede de la diócesis se encuentra en la ciudad de San Carlos, en donde se halla la Catedral de la Inmaculada Concepción.
En 2022 en la diócesis existían 22 parroquias.

## Historia
La diócesis fue erigida el 16 de mayo de 1972 mediante la bula In vertice del papa Pablo VI, obteniendo el territorio de la diócesis de Valencia en Venezuela (hoy arquidiócesis).
Originalmente sufragánea de la arquidiócesis de Caracas, el 12 de noviembre de 1974 pasó a formar parte de la provincia eclesiástica de Valencia en Venezuela.
El 26 de mayo de 1976, con la carta apostólica Peculiarem et assiduum, el papa Pablo VI confirmó a la Santísima Virgen María, con el título de Madre del Divino Pastor, como patrona principal de la diócesis.
El 10 de noviembre de 2014 el papa Francisco aceptó la renuncia del obispo Jesús Tomás Zárraga Colmenares, debido a su estado de enfermedad y el 8 de abril de 2016 nombró a Polito Rodríguez Méndez como obispo.
El 28 de junio de 2024, el Papa Francisco lo nombró Arzobispo metropolitano de la arquidiócesis de Barquisimeto, tras cuatro años en periodo de Sede vacante.
Desde el 28 de junio de 2024 es sede vacante y su administrador diocesano es el presbítero Jhonluis Garabán.

## Estadísticas
Según el Anuario Pontificio 2023 la diócesis tenía a fines de 2022 un total de 354 000 fieles bautizados.
| Año                                                                             | Población            | Población | Población      | Sacerdotes | Sacerdotes    | Sacerdotes    | Bautizados por sacerdote | Diáconos permanentes | Religiosos | Religiosos | Parroquias |
| Año                                                                             | Bautizados católicos | Total     | % de católicos | Total      | Clero secular | Clero regular | Bautizados por sacerdote | Diáconos permanentes | Varones    | Mujeres    | Parroquias |
| ------------------------------------------------------------------------------- | -------------------- | --------- | -------------- | ---------- | ------------- | ------------- | ------------------------ | -------------------- | ---------- | ---------- | ---------- |
| 1976                                                                            | 92 414               | 94 351    | 97.9           | 10         | 6             | 4             | 9241                     |                      | 5          | 5          | 10         |
| 1980                                                                            | 117 000              | 119 973   | 97.5           | 14         | 9             | 5             | 8357                     |                      | 6          | 4          | 10         |
| 1990                                                                            | 182 340              | 185 415   | 98.3           | 16         | 12            | 4             | 11 396                   | 1                    | 6          | 17         | 12         |
| 1999                                                                            | 245 321              | 256 923   | 95.5           | 21         | 14            | 7             | 11 681                   |                      | 13         | 17         | 16         |
| 2000                                                                            | 248 310              | 259 426   | 95.7           | 26         | 14            | 12            | 9550                     |                      | 13         | 24         | 17         |
| 2001                                                                            | 255 303              | 265 837   | 96.0           | 27         | 15            | 12            | 9455                     |                      | 13         | 25         | 17         |
| 2003                                                                            | 346 086              | 368 176   | 94.0           | 29         | 29            |               | 11 934                   |                      |            | 38         | 21         |
| 2004                                                                            | 258 090              | 268 654   | 96.1           | 23         | 12            | 11            | 11 221                   |                      | 12         | 16         | 19         |
| 2014                                                                            | 325 000              | 334 000   | 97.3           | 22         | 12            | 10            | 14 772                   | 2                    | 14         | 20         | 19         |
| 2017                                                                            | 333 000              | 348 000   | 95.7           | 28         | 18            | 10            | 11 892                   | 10                   | 15         | 22         | 19         |
| 2020                                                                            | 345 240              | 361 320   | 95.5           | 31         | 22            | 9             | 11 136                   | 6                    | 9          | 16         | 20         |
| 2022                                                                            | 354 000              | 370 000   | 95.7           | 26         | 18            | 8             | 13 615                   | 6                    | 8          | 10         | 22         |
| Fuente: Catholic-Hierarchy, que a su vez toma los datos del Anuario Pontificio. |                      |           |                |            |               |               |                          |                      |            |            |            |

## Episcopologio
- Medardo Luis Luzardo Romero † (16 de mayo de 1972-20 de agosto de 1979 nombrado obispo de Ciudad Guayana)
- Antonio Arellano Durán † (3 de junio de 1980-27 de diciembre de 2002 retirado)
- Jesús Tomás Zárraga Colmenares (27 de diciembre de 2002-10 de noviembre de 2014 renunció)[nota 1]
- Polito Rodríguez Méndez (8 de abril de 2016-28 de junio de 2024 nombrado arzobispo de Barquisimeto)
- Alexander Rivera Vielma, desde el 27 de mayo de 2025